# Евмел
Евмел в древногръцката митология е син на Адмет, царя на Фере и Алкеста. Предводител е на воините от Фере и Йолк по време на Троянската война. Сражава се на страната на гърците.